# Diskografie Kanye Westa
Diskografie amerického rappera a producenta Kanye Westa.

## Alba

### Studiová alba
| Rok  | Album | Nejvyšší umístění v hitparádě | Nejvyšší umístění v hitparádě | Nejvyšší umístění v hitparádě | Nejvyšší umístění v hitparádě | Nejvyšší umístění v hitparádě | Nejvyšší umístění v hitparádě | Ocenění                                                                                            |
| Rok  | Album | US 200                        | US Hip-Hop                    | US Rap                        | UK                            | CAN                           | ČR                            | Ocenění                                                                                            |
| ---- | --- | ----------------------------- | ----------------------------- | ----------------------------- | ----------------------------- | ----------------------------- | ----------------------------- | -------------------------------------------------------------------------------------------------- |
| 2004 | The College Dropout - Vydáno: 10. února 2004 - Vydavatel: Roc-A-Fella, Def Jam - Formáty: CD, LP, digitální                   | 2                             | 1                             | 1                             | 12                            | —                             | —                             | US: 4x platinové CAN: platinové AUS: zlaté UK: 2x platinové NZ: zlaté                              |
| 2005 | Late Registration - Vydáno: 30. srpna 2005 - Vydavatel: Roc-A-Fella, Def Jam - Formáty: CD, LP, digitální                     | 1                             | 1                             | 1                             | 2                             | 1                             | —                             | US: 4x platinové CAN: 2x platinové AUS: platinové UK: 2x platinové NZ: platinové IRE: 2x platinové |
| 2007 | Graduation - Vydáno: 11. září 2007 - Vydavatel: Roc-A-Fella, Def Jam - Formáty: CD, LP, digitální                             | 1                             | 1                             | 1                             | 1                             | 1                             | —                             | US: 5x platinové CAN: 2x platinové AUS: platinové UK: 2x platinové NZ: zlaté IRE: platinové        |
| 2008 | 808s & Heartbreak - Vydáno: 24. listopadu 2008 - Vydavatel: Roc-A-Fella, Def Jam - Formáty: CD, LP, digitální                 | 1                             | 1                             | 1                             | 11                            | 4                             | —                             | US: 3x platinové CAN: platinové AUS: zlaté UK: platinové IRE: platinové                            |
| 2010 | My Beautiful Dark Twisted Fantasy - Vydáno: 22. listopadu 2010 - Vydavatel: Roc-A-Fella, Def Jam - Formáty: CD, LP, digitální | 1                             | 1                             | 1                             | 16                            | 1                             | 30                            | US: 3x platinové AUS: 2x platinové UK: platinové                                                   |
| 2013 | Yeezus - Vydáno: 18. června 2013 - Vydavatel: Roc-A-Fella, Def Jam - Formáty: CD, LP, digitální                               | 1                             | 1                             | 1                             | 1                             | 1                             | 32                            | US: 2x platinové AUS: zlaté UK: zlaté                                                              |
| 2016 | The Life of Pablo - Vydáno: 14. února 2016 - Vydavatel: GOOD Music, Def Jam - Formáty: streaming, digitální                   | 1                             | 1                             | 1                             | —                             | 6                             | —                             | US: 2x platinové AUS: platinové UK: zlaté                                                          |
| 2018 | Ye - Vydáno: 1. června 2018 - Vydavatel: GOOD Music, Def Jam - Formáty: streaming, digitální, CD, LP                          | 1                             | 1                             | 1                             | 2                             | 1                             | 3                             | US: platinové UK: zlaté                                                                            |
| 2019 | Jesus Is King - Vydáno: 25. října 2019 - Vydavatel: GOOD Music, Def Jam - Formáty: streaming, digitální, CD, LP               | 1                             | 1                             | 1                             | 2                             | 1                             | 5                             | US: zlaté UK: stříbrné                                                                             |
| 2021 | Donda - Vydáno: 29. srpna 2021 - Vydavatel: GOOD Music, Def Jam - Formáty: streaming, digitální, CD, LP                       | 1                             | 1                             | 1                             | 1                             | 1                             | 1                             | US: platinové CAN: platinové NZ: zlaté UK: stříbrné                                                |
| 2022 | Donda 2 - Vydáno: 23.–25. února 2022 - Vydavatel: vlastní náklad - Formáty: digitální pro Stem Player                         | —                             | —                             | —                             | —                             | —                             | —                             | |

### Spolupráce
| Rok  | Album | Nejvyšší umístění v hitparádě | Nejvyšší umístění v hitparádě | Nejvyšší umístění v hitparádě | Nejvyšší umístění v hitparádě | Nejvyšší umístění v hitparádě | Certifikace                                                  |
| Rok  | Album | US 200                        | US Hip-Hop                    | US Rap                        | UK                            | CAN                           | Certifikace                                                  |
| ---- | --- | ----------------------------- | ----------------------------- | ----------------------------- | ----------------------------- | ----------------------------- | ------------------------------------------------------------ |
| 2011 | Watch the Throne (s Jay-Z) - Vydáno: 8. srpna 2011 - Vydavatel: Roc-A-Fella, Roc Nation, Def Jam - Formáty: CD, LP, digitální   | 1                             | 1                             | 1                             | 3                             | 1                             | US: 5x platinové CAN: platinové AUS: platinové UK: platinové |
| 2012 | Cruel Summer (s GOOD Music) - Vydáno: 18. září 2012 - Vydavatel: GOOD Music, Def Jam - Formáty: CD, LP, digitální               | 2                             | 1                             | 1                             | 2                             | 4                             | US: platinové                                                |
| 2018 | Kids See Ghosts (s Kid Cudi) - Vydáno: 8. června 2018 - Vydavatel: GOOD Music, Def Jam - Formáty: streaming, digitální, CD, LP  | 2                             | 1                             | 1                             | 7                             | 3                             | US: zlaté UK: stříbrné                                       |
| 2024 | Vultures 1 (s Ty Dolla Sign) - Vydáno: 10. února 2024 - Vydavatel: YZY (vlastní náklad) - Formáty: streaming, digitální, CD, LP | 1                             | 1                             | 1                             | 2                             | 1                             |                                                              |

### Koncertní alba
| Rok  | Album | Umístění |
| Rok  | Album | UK       |
| ---- | --- | -------- |
| 2006 | Late Orchestration - Vydáno: 24. dubna 2006 - Vydavatel: Roc-A-Fella, Def Jam - Formáty: CD, LP, digitální          | 59       |
| 2010 | VH1 Storytellers: Kanye West - Vydáno: 5. ledna 2010 - Vydavatel: Roc-A-Fella, Def Jam - Formáty: CD, LP, digitální | —        |

### Mixtapy
- 2003 – Get Well Soon…
- 2003 – I'm Good
- 2006 – Welcome to Kanye's Soul Mix Show
- 2008 – Can't Tell Me Nothing

### Video Alba
- 2005 – The College Dropout Video Anthology
- 2006 – Late Orchestration
- 2010 – VH1 Storytellers: Kanye West

## Singly

### Solo
| Rok  | Název písně                                                       | Pozice v mezinárodních žebříčcích | Pozice v mezinárodních žebříčcích | Pozice v mezinárodních žebříčcích | Pozice v mezinárodních žebříčcích | Pozice v mezinárodních žebříčcích | Certifikace                                   | Album                             |
| Rok  | Název písně                                                       | US 100                            | US R&B                            | US Rap                            | CAN                               | UK                                | Certifikace                                   | Album                             |
| ---- | ----------------------------------------------------------------- | --------------------------------- | --------------------------------- | --------------------------------- | --------------------------------- | --------------------------------- | --------------------------------------------- | --------------------------------- |
| 2003 | "Through the Wire"                                                | 15                                | 8                                 | 4                                 | 23                                | 9                                 | US: platinové UK: zlaté                       | The College Dropout               |
| 2004 | "All Falls Down" (ft. Syleena Johnson)                            | 7                                 | 4                                 | 2                                 | 9                                 | 10                                | US: 2x platinové UK: platinové                | The College Dropout               |
| 2004 | "Jesus Walks"                                                     | 11                                | 2                                 | 3                                 | 4                                 | 16                                | US: 2x platinové UK: zlaté                    | The College Dropout               |
| 2005 | "Diamonds from Sierra Leone"                                      | 43                                | 21                                | 11                                | 18                                | 8                                 | US: platinové UK: stříbrné                    | Late Registration                 |
| 2005 | "Gold Digger" (ft. Jamie Foxx)                                    | 1                                 | 1                                 | 1                                 | 2                                 | 2                                 | US: 8x platinové UK: 3x platinové             | Late Registration                 |
| 2005 | "Heard 'Em Say" (ft. Adam Levine)                                 | 26                                | 17                                | 12                                | 19                                | 22                                | US: platinové                                 | Late Registration                 |
| 2006 | "Touch the Sky" (ft. Lupe Fiasco)                                 | 42                                | 23                                | 10                                | 36                                | 6                                 | US: platinové UK: platinové                   | Late Registration                 |
| 2007 | "Can't Tell Me Nothing"                                           | 41                                | 20                                | 8                                 | 16                                | 107                               | US: 3x platinové UK: stříbrné                 | Graduation                        |
| 2007 | "Stronger"                                                        | 1                                 | 30                                | 3                                 | 1                                 | 1                                 | US: diamantové UK: 3x platinové               | Graduation                        |
| 2007 | "Good Life" (ft. T-Pain)                                          | 7                                 | 3                                 | 1                                 | 23                                | 23                                | US: 3x platinové UK: zlaté                    | Graduation                        |
| 2007 | "Flashing Lights" (ft. Dwele)                                     | 29                                | 12                                | 2                                 | 54                                | 29                                | US: 4x platinové UK: zlaté                    | Graduation                        |
| 2008 | "Homecoming" (ft. Chris Martin)                                   | 69                                | 53                                | 15                                | 79                                | 9                                 | US: 2x platinové UK: zlaté                    | Graduation                        |
| 2008 | "Love Lockdown"                                                   | 3                                 | 26                                | —                                 | 5                                 | 8                                 | US: 4x platinové UK: zlaté                    | 808s & Heartbreak                 |
| 2008 | "Heartless"                                                       | 2                                 | 4                                 | 1                                 | 8                                 | 10                                | US: 7x platinové UK: platinové                | 808s & Heartbreak                 |
| 2008 | "Amazing" (ft. Young Jeezy)                                       | 81                                | 65                                | 22                                | —                                 | —                                 | US: platinové                                 | 808s & Heartbreak                 |
| 2010 | "Power" (ft. Dwele)                                               | 22                                | 22                                | 14                                | 49                                | 36                                | US: 4x platinové UK: platinové                | My Beautiful Dark Twisted Fantasy |
| 2010 | "Runaway" (ft. Pusha T)                                           | 12                                | 30                                | 9                                 | 13                                | 56                                | US: 3x platinové UK: stříbrné                 | My Beautiful Dark Twisted Fantasy |
| 2010 | "Monster" (ft. Jay-Z, Rick Ross, Bon Iver a Nicki Minaj)          | 18                                | 30                                | 15                                | 43                                | 146                               | US: 2x platinové UK: zlaté                    | My Beautiful Dark Twisted Fantasy |
| 2011 | "All of the Lights" (ft. Rihanna)                                 | 18                                | 2                                 | 2                                 | 53                                | 15                                | US: 5x platinové UK: platinové                | My Beautiful Dark Twisted Fantasy |
| 2013 | "Black Skinhead"                                                  | 69                                | 21                                | 15                                | 66                                | 34                                | US: 2x platinové UK: platinové                | Yeezus                            |
| 2013 | "Bound 2"                                                         | 12                                | 3                                 | 3                                 | —                                 | 55                                | US: 3x platinové UK: zlaté                    | Yeezus                            |
| 2014 | "Blood on the Leaves"                                             | 89                                | 27                                | 21                                | —                                 | 174                               |                                               | Yeezus                            |
| 2014 | "Only One" (ft. Paul McCartney)                                   | 35                                | 11                                | —                                 | 31                                | 28                                | US: zlaté                                     | —                                 |
| 2015 | "All Day" (ft. Theophilus London, Allan Kingdom & Paul McCartney) | 15                                | 6                                 | 4                                 | 28                                | 18                                | US: platinové UK: stříbrné                    | —                                 |
| 2016 | "Famous" (ft. Rihanna)                                            | 34                                | 13                                | 8                                 | 31                                | 33                                | US: 2x platinové CAN: platinové UK: platinové | The Life of Pablo                 |
| 2016 | "Father Stretch My Hands Pt. 1"                                   | 37                                | 14                                | 9                                 | 51                                | 54                                | US: 3x platinové UK: stříbrné                 | The Life of Pablo                 |
| 2016 | "Pt. 2"                                                           | 54                                | 18                                | 11                                | 60                                | 70                                | US: platinové UK: stříbrné                    | The Life of Pablo                 |
| 2016 | "Fade"                                                            | 47                                | 12                                | —                                 | 37                                | 50                                | US: 2x platinové UK: zlaté                    | The Life of Pablo                 |
| 2018 | "Yikes"                                                           | 8                                 | 7                                 | 6                                 | 6                                 | 10                                | US: platinové UK: stříbrné                    | Ye                                |
| 2018 | "All Mine"                                                        | 11                                | 9                                 | 8                                 | 12                                | 11                                | US: 2x platinové UK: stříbrné                 | Ye                                |
| 2018 | "I Love It" (s Lil Pump)                                          | 6                                 | 5                                 | 5                                 | 1                                 | 3                                 | US: 2x platinové UK: platinové                | —                                 |
| 2019 | "Follow God"                                                      | 7                                 | 3                                 | 2                                 | 6                                 | 6                                 | US: platinové UK: stříbrné                    | Jesus Is King                     |
| 2019 | "Closed on Sunday"                                                | 17                                | 8                                 | —                                 | 20                                | 20                                | US: zlaté                                     | Jesus Is King                     |
| 2020 | "Wash Us in the Blood" (ft. Travis Scott)                         | 49                                | 20                                | —                                 | 77                                | 69                                |                                               | —                                 |
| 2021 | "Hurricane"                                                       | 6                                 | 1                                 | 1                                 | 4                                 | 7                                 | US: platinové CAN: platinové                  | Donda                             |
| 2021 | "Believe What I Say"                                              | 28                                | 15                                | 13                                | 29                                | —                                 |                                               | Donda                             |
| 2021 | "Off the Grid"                                                    | 11                                | 4                                 | 4                                 | 7                                 | 15                                | US: zlaté CAN: zlaté                          | Donda                             |
| 2022 | "Eazy" (s Game)                                                   | 49                                | 13                                | 9                                 | 35                                | 32                                |                                               | Drillmatic a Donda 2              |
| 2022 | "City of Gods" (s Fivio Foreign a Alicia Keys)                    | 46                                | 15                                | 10                                | 20                                | 58                                |                                               | B.I.B.L.E. a Donda 2              |

### Spolupráce
| Rok  | Název písně                                                                                     | Pozice v mezinárodních žebříčcích | Pozice v mezinárodních žebříčcích | Pozice v mezinárodních žebříčcích | Pozice v mezinárodních žebříčcích | Pozice v mezinárodních žebříčcích | Certifikace                                      | Album            |
| Rok  | Název písně                                                                                     | US 100                            | US R&B                            | US Rap                            | CAN                               | UK                                | Certifikace                                      | Album            |
| ---- | ----------------------------------------------------------------------------------------------- | --------------------------------- | --------------------------------- | --------------------------------- | --------------------------------- | --------------------------------- | ------------------------------------------------ | ---------------- |
| 2011 | "H.A.M" (s Jay-Z)                                                                               | 23                                | 24                                | 14                                | 47                                | 30                                | US: zlaté                                        | Watch the Throne |
| 2011 | "Otis" (s Jay-Z (ft. Otis Redding))                                                             | 12                                | 2                                 | 2                                 | 37                                | 28                                | US: 2x platinové CAN: zlaté UK: zlaté            | Watch the Throne |
| 2011 | "Niggas In Paris" (s Jay-Z)                                                                     | 5                                 | 1                                 | 1                                 | 16                                | 10                                | US: 8x platinové CAN: platinové UK: 2x platinové | Watch the Throne |
| 2011 | "Gotta Have It" (s Jay-Z)                                                                       | 69                                | 14                                | 13                                | —                                 | —                                 | US: platinové                                    | Watch the Throne |
| 2012 | "No Church in the Wild" (s Jay-Z (ft. Frank Ocean))                                             | 72                                | 31                                | 20                                | 92                                | 51                                | US: platinové UK: zlaté                          | Watch the Throne |
| 2012 | "Mercy" (s Big Sean a Pusha T (ft. 2 Chainz))                                                   | 13                                | 1                                 | 1                                 | 46                                | 82                                | US: 4x platinové UK: zlaté                       | Cruel Summer     |
| 2012 | "Cold" (ft. DJ Khaled)                                                                          | 86                                | 69                                | —                                 | 85                                | —                                 | US: zlaté                                        | Cruel Summer     |
| 2012 | "New God Flow" (s Pusha T)                                                                      | 89                                | 93                                | —                                 | 66                                | —                                 |                                                  | Cruel Summer     |
| 2012 | "Clique" (s Big Sean (ft. Jay-Z))                                                               | 12                                | 14                                | 6                                 | 17                                | 29                                | US: 3x platinové UK: zlaté                       | Cruel Summer     |
| 2016 | "Champions" (s Big Sean a Desiigner (ft. Gucci Mane, 2 Chainz, Travis Scott, Yo Gotti a Quavo)) | 71                                | 22                                | 15                                | —                                 | 128                               | US: platinové                                    | —                |
| 2024 | "Vultures" (s Ty Dolla Sign (ft. Bump J a Lil Durk))                                            | 34                                | 15                                | 11                                | 24                                | —                                 |                                                  | Vultures 1       |
| 2024 | "Talking / Once Again" (s Ty Dolla Sign (ft. North West))                                       | 30                                | 12                                | 9                                 | 30                                | —                                 |                                                  | Vultures 1       |
| 2024 | "Carnival" (s Ty Dolla Sign (ft. Rich the Kid a Playboi Carti))                                 | 1                                 | 1                                 | 1                                 | 5                                 | 2                                 |                                                  | Vultures 1       |

### Úspěšné hostující
- 2003 – Twista – „Slow Jamz“ (ft. Kanye West a Jamie Foxx)
- 2004 – Brandy – „Talk About Our Love“ (ft. Kanye West)
- 2007 – Kid Sister –„Pro Nails“ (ft. Kanye West)
- 2008 – Estelle – „American Boy“ (ft. Kanye West)
- 2008 – Young Jeezy – „Put On“ (ft. Kanye West)
- 2008 – T.I. – „Swagga Like Us“ (ft. Kanye West, Jay-Z a Lil Wayne)
- 2009 – Keri Hilson – „Knock You Down“ (ft. Kanye West a Ne-Yo)
- 2009 – Kid Cudi – „Make Her Say“ (ft. Kanye West a Common)
- 2009 – Jay-Z – „Run This Town“ (ft. Kanye West a Rihanna)
- 2009 – Drake – „Forever“ (ft. Kanye West, Lil Wayne a Eminem)
- 2010 – Artists for Haiti – „We Are the World: 25 for Haiti“
- 2010 – Kid Cudi – „Erase Me“ (ft. Kanye West)
- 2011 – Katy Perry – „E.T.“ (ft. Kanye West)
- 2011 – Big Sean – „Marvin & Chardonnay“ (ft. Kanye West a Roscoe Dash)
- 2012 - 2 Chainz - „Birthday Song“ (ft. Kanye West)
- 2015 - Rihanna - „FourFiveSeconds“ (s Kanye West a Paul McCartney)
- 2015 - Big Sean - „Blessings“ (ft. Drake a Kanye West)
- 2016 - Drake - „Pop Style“ (ft. Jay-Z a Kanye West)
- 2016 - Schoolboy Q - „That Part“ (ft. Kanye West)
- 2017 - Drake - „Glow“ (ft. Kanye West)
- 2018 - Travis Scott - „Watch“ (ft. Lil Uzi Vert a Kanye West)
- 2018 - Pusha T - „What Would Meek Do?“ (ft. Kanye West)